# Акцентный стих
Акцентный стих — чисто тоническое стихосложение, основанное на (примерном) равенстве числа ударений в строке; интервалы между ударными слогами допускаются (в отличие от дольника и тактовика) любые, в том числе превосходящие 3 слога. Акцентный стих бывает только рифмованным (или, в древней германской и кельтской поэзии — аллитерационным); без предсказуемой фонетической поддержки такой стих считается свободным, или верлибром.
Ю́ноше,

обду́мывающему

житье́,

реша́ющему —

сде́лать бы жи́знь с кого,

скажу́

не заду́мываясь:

— Де́лай её

с това́рища

Дзержи́нского
М. Л. Гаспаров дал акцентному стиху следующее определение:

Дольником мы называем стих, в котором объём междуударных интервалов колеблется в диапазоне двух вариантов (х=1—2 слога); тактовиком мы называем стих, в котором объём междуударных интервалов колеблется в диапазоне трех вариантов (х=1—2—3 слога); акцентным стихом мы называем стих, в котором объём междуударных интервалов колеблется в диапазоне большем, чем три варианта. Это как бы три последовательные ступени ослабления метрической строгости стиха. Не исключена возможность, что при дальнейшем обследовании акцентного стиха это понятие подвергнется дальнейшей дифференциации— М. Л. Гаспаров. Русский народный стих и его литературные имитации. Избранные труды, т. III, Языки русской культуры, М., 1997
Акцентный стих широко употребителен в народном творчестве, в раёшнике (литературная имитация — Сказка о попе и о работнике его Балде Пушкина); в современной культуре образцом акцентного стиха, в основном в форме тактовика, является рэп.
Литературный акцентный стих наиболее плодотворно разрабатывался с конца XIX века, образцы его имеются у Гиппиус, Блока, Андрея Белого, особенно много — у Кузмина, Саши Чёрного, Маяковского, Шершеневича, Есенина. Во второй половине XX века акцентный стих нередок у Евгения Рейна, Иосифа Бродского.